# Cretonia platyphaeella
Cretonia platyphaeella är en fjärilsart som beskrevs av Walker 1866. Cretonia platyphaeella ingår i släktet Cretonia och familjen nattflyn. Inga underarter finns listade i Catalogue of Life.